# Hermetschwil-Staffeln
Hermetschwil-Staffeln foi uma comuna da Suíça, no Cantão Argóvia, com cerca de 1.119 habitantes. Estendia-se por uma área de 3,34 km², de densidade populacional de 335 hab/km². Confinava com as seguintes comunas: Besenbüren, Bremgarten, Bünzen, Rottenschwil, Unterlunkhofen, Waltenschwil, Zufikon.
A língua oficial nesta comuna era o Alemão.

## História
Em 1 de janeiro de 2014, passou a formar parte da comuna de Bremgarten.